# پیدیمونته ماتزه
پیدیمونته ماتزه (به ایتالیایی: Piedimonte Matese) یک کومونه در ایتالیا است که در استان کسرتا واقع شده‌است. پیدیمونته ماتزه ۴۱٫۳ کیلومتر مربع مساحت و ۱۱٬۳۷۶ نفر جمعیت دارد و ۱۶۵ متر بالاتر از سطح دریا واقع شده‌است.

## خواهرخوانده
شهرهای زلینگن‌اشتات و چروینارا خواهرخوانده‌های پیدیمونته ماتزه هستند.